# Ittrocerite
L'ittrocerite è una varietà di fluorite ricca di ittrio e cerio.